# Patrik Antonius
Patrik Antonius (Helsinki, 13 december 1980) is een Fins professioneel pokerspeler. Hij won onder meer het €4.000 European Poker Tour - No Limit Hold'em-toernooi van de Poker EM/EPT Baden Classic 2005 (goed voor $343.366,- prijzengeld) en was verliezend finalist van het $15.000 Main Event - No Limit Hold'em-toernooi van de World Poker Tour Fourth Annual Five Diamond World Poker Classic 2005 (goed voor $1.046.470,-). Antonius won tot en met juni 2023 meer dan $16.600.000,- in pokertoernooien (cashgames niet meegerekend).

## Grootste online pot ooit
Antonius won in november 2009 de tot op dat moment grootste pot ooit in de geschiedenis van het online poker, op de website van zijn sponsor Full Tilt Poker. Zijn (enige) tegenstander daarin was Isildur1, wat later de Zweed Viktor Blom bleek te zijn, toen die een contract tekende bij PokerStars. De twee raakten tijdens een partij Pot Limit Omaha verwikkeld in een hand die Antonius $1.356.946,- opleverde.

## Wapenfeiten

### Titels
Behalve zijn EPT-titel won Antonius verschillende andere prestigieuze pokertoernooien. Zo won hij: 
- het SKr30.000 No Limit Hold'em-toernooi van de Ladbrokes Scandinavian Poker Championships 2005 ($66.261,-)
- het $20.000 Week 12 - International Event van het televisieprogramma Poker After Dark II 2007 ($120.000,-)
- $20.000 Episode 5 van The Poker Lounge 2010 ($120.000,-)
- Heat 4 van het FullTiltPoker.com Poker Million 2010 ($90.000,-)
- vijfde plaats in de Full Tilt Poker Invitational Shootout - Final van het Aussie Millions Poker Championship 2011 ($39.561,-)
- achtste plaats in het A$1.,000 No Limit Hold'em - Main Event van het Aussie Millions Poker Championship 2011 ($128.573,-)

### Grote cashes
Daarnaast won Antonius hoge prijzengelden met onder meer zijn:
- derde plaats in het €4.000 EPT Main Event - No Limit Hold'em van de Barcelona Open 2005 ($145.068,-)
- negende plaats in het $50.000 H.O.R.S.E.-toernooi van de World Series of Poker 2006 ($205.920,-)
- derde plaats in het $10.000 World Championship Pot Limit Omaha-toernooi van de World Series of Poker 2007 ($311.394,-)
- zevende plaats in het $10.000 World Championship Pot Limit Hold'em-toernooi van de World Series of Poker 2008 ($124.080,-)